# Higham (Derbyshire)
Higham – wieś w Anglii, w hrabstwie Derbyshire, w dystrykcie North East Derbyshire. Leży 25 km na północ od miasta Derby i 201 km na północny zachód od Londynu.